# Црква Рођења Пресвете Богородице (Бата)
Црква Рођења Пресвете Богородице је један од православних храмова Српске православне цркве у Бати (мађ. Százhalombatta). Црква припада Будимској епархији Српске православне цркве.
Црква је посвећена Рођењу Пресвете Богородице.

## Историјат
Црква Рођења Пресвете Богородице је првобитно била брвнара која је изграђена 1720. године. Године 1750. је саграђена данашња једнобродна црква са полукружном апсидом. Цркву је освештао владика Дионисије Новаковић (1705—1767), епископ Будимски.
Масивни звоник је касније сазидан на западној старни.
Иконостасна преграда је дрвена, марморирана, са позлаћеним дуборезним украсима, обогаћена малим стубовима и пиластрима у виду анђеоских глава. Иконе у цркви су настале средином 18. века. Од тада су неколико пута нестручно обнављане и премазиване.
Парох цркве Црква Рођења Пресвете Богородице је протојереј Павле Каплан.